# Port lotniczy Jomsom
Port lotniczy Jomsom (IATA: JMO, ICAO: VNJS) – mały port lotniczy w Jomsomie, w Nepalu. Położony jest na wysokości 2682 m n.p.m. Otoczony przez pasma górskie o wysokości przekraczającej 8000 m, jest zaliczany do jednych z bardziej niebezpiecznych lądowisk na świecie.

## Katastrofy

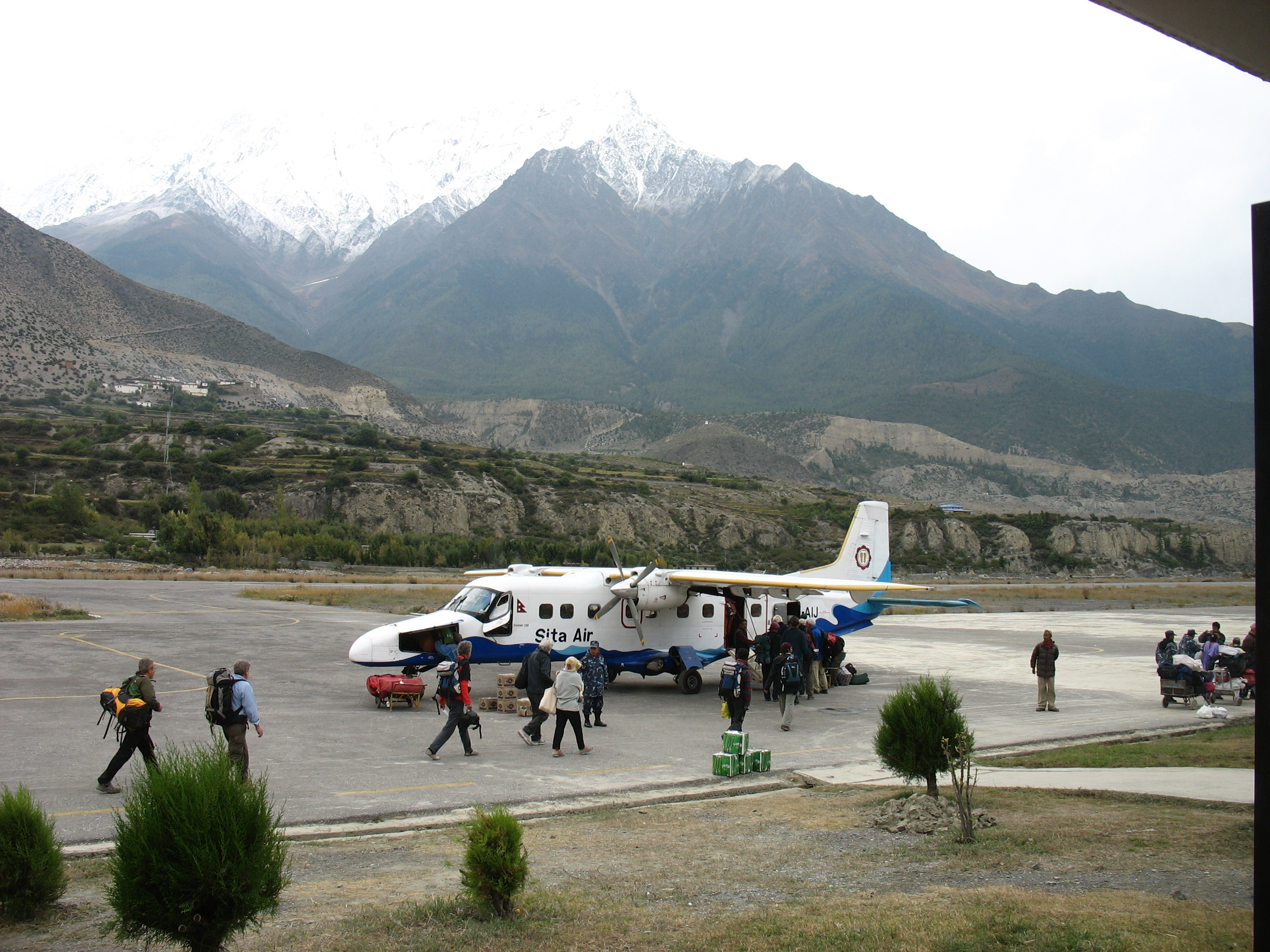
Samolot Dornier 228 na lotnisku Jomsom

14 maja 2012 w wyniku katastrofy zginęło 15 spośród 21 pasażerów dwusilnikowego samolotu typu Dornier Do 228 linii lotniczych Agni Air. Maszyna wystartowała z lotniska Jomsom w kierunku Pokhary, po czym zawróciła z powodu problemów technicznych. Podczas podchodzenia do lądowania, jak twierdzili ocaleni, samolot miał zawadzić skrzydłem o zbocze jednego z pobliskich wzgórz.